# Coppa dell'AFC 2012
La AFC Cup 2012 è stata la 9ª edizione del torneo. L'Al-Kuwait ha vinto il trofeo per la seconda volta.

## Squadre partecipanti
Un totale di 33 squadre hanno partecipato alla Coppa dell'AFC 2012.
- 31 squadre (19 nell'Asia Occidentale, 12 nell'Asia Orientale) sono entrate direttamente nella fase a gironi.
- 2 squadre (entrambe nell'Asia Occidentale) si sono affrontate in un Play-Off. I vincitori si sono qualificati alla fase a gironi.

## Preliminari
La partita si è giocata il 18 febbraio 2012.
| Squadra 1 | Risultato | Squadra 2 |
| --------- | --------- | --------- |
| Victory   | 3 – 4     | Al-Tilal  |

## Fase a gironi
Le partite si sono giocate dal 6 marzo al 9 maggio 2012.

### Asia Occidentale

#### Girone A
| Squadra     | Pt. | PG | V | N | P | GF | GS | DR |
| ----------- | --- | -- | - | - | - | -- | -- | -- |
| Al-Qadisiya | 10  | 6  | 3 | 1 | 2 | 14 | 7  | +7 |
| Al-Suwaiq   | 10  | 6  | 3 | 1 | 2 | 8  | 9  | -1 |
| Al-Faisaly  | 9   | 6  | 2 | 3 | 1 | 10 | 7  | +3 |
| Al-Ittihad  | 4   | 6  | 1 | 1 | 4 | 5  | 14 | -9 |

|             | QAD   | ITT   | FAI   | SUW   |
| ----------- | ----- | ----- | ----- | ----- |
| Al-Qadisiya |       | 5 – 2 | 1 – 2 | 2 – 0 |
| Al-Ittihad  | 1 – 0 |       | 1 – 4 | 0 – 2 |
| Al-Faisaly  | 1 – 1 | 1 – 1 |       | 2 – 3 |
| Al-Suwaiq   | 1 – 5 | 2 – 0 | 0 – 0 |       |

#### Girone B
| Squadra                | Pt. | PG | V | N | P | GF | GS | DR  |
| ---------------------- | --- | -- | - | - | - | -- | -- | --- |
| Arbil                  | 14  | 6  | 4 | 2 | 0 | 11 | 5  | +6  |
| Kazma                  | 11  | 6  | 3 | 2 | 1 | 10 | 6  | +4  |
| Al-Oruba YC            | 8   | 6  | 2 | 2 | 2 | 10 | 8  | +2  |
| Kingfisher East Bengal | 0   | 6  | 0 | 0 | 6 | 2  | 13 | -11 |

|                        | KEB   | KAZ   | ARB   | ORU   |
| ---------------------- | ----- | ----- | ----- | ----- |
| Kingfisher East Bengal |       | 1 – 2 | 0 – 2 | 0 – 1 |
| Kazma                  | 3 – 0 |       | 1 – 2 | 1 – 1 |
| Arbil                  | 2 – 0 | 1 – 1 |       | 2 – 1 |
| Al-Oruba YC            | 4 – 1 | 1 – 2 | 2 – 2 |       |

#### Girone C
| Squadra    | Pt. | PG | V | N | P | GF | GS | DR  |
| ---------- | --- | -- | - | - | - | -- | -- | --- |
| Al-Ettifaq | 14  | 6  | 4 | 2 | 0 | 17 | 7  | +10 |
| Al-Kuwait  | 11  | 6  | 3 | 2 | 1 | 17 | 10 | +7  |
| Al Ahed    | 7   | 6  | 2 | 1 | 3 | 7  | 10 | -3  |
| VB Addu    | 1   | 6  | 0 | 1 | 5 | 9  | 23 | -14 |

|            | AHE   | ATF   | KUW   | VB    |
| ---------- | ----- | ----- | ----- | ----- |
| Al Ahed    |       | 1 – 3 | 0 – 4 | 5 – 3 |
| Al-Ettifaq | 0 – 0 |       | 2 – 2 | 2 – 0 |
| Al-Kuwait  | 1 – 0 | 1 – 5 |       | 7 – 1 |
| VB Addu    | 0 – 1 | 3 – 6 | 2 – 2 |       |

#### Girone D
| Squadra         | Pt. | PG | V | N | P | GF | GS | DR |
| --------------- | --- | -- | - | - | - | -- | -- | -- |
| Al-Wehdat       | 12  | 6  | 4 | 0 | 2 | 15 | 9  | +6 |
| Neftchi Fergana | 11  | 6  | 3 | 2 | 1 | 11 | 7  | +4 |
| Al-Oruba SC     | 7   | 6  | 2 | 1 | 3 | 8  | 10 | -2 |
| Salgaocar       | 4   | 6  | 1 | 1 | 4 | 6  | 14 | -8 |

|                 | FER   | SAL   | ORU   | WEH   |
| --------------- | ----- | ----- | ----- | ----- |
| Neftchi Fergana |       | 3 – 0 | 3 – 1 | 2 – 1 |
| Salgaocar       | 2 – 2 |       | 3 – 1 | 1 – 2 |
| Al-Oruba SC     | 0 – 0 | 1 – 0 |       | 4 – 2 |
| Al-Wehdat       | 3 – 1 | 5 – 0 | 2 – 1 |       |

### Asia Orientale

#### Girone E
| Squadra     | PG | V | N | P | GF | GS | DR  | Pt. |
| ----------- | -- | - | - | - | -- | -- | --- | --- |
| Al Shurta   | 6  | 5 | 0 | 1 | 14 | 6  | +8  | 15  |
| Al-Zawra'a  | 6  | 4 | 0 | 2 | 12 | 5  | +7  | 12  |
| Safa Beirut | 6  | 3 | 0 | 3 | 6  | 7  | -1  | 9   |
| Al-Tilal    | 6  | 0 | 0 | 6 | 1  | 15 | -14 | 0   |

|             | SHU   | SAF   | TIL   | ZAW   |
| ----------- | ----- | ----- | ----- | ----- |
| Al Shurta   |       | 3 – 2 | 3 – 0 | 3 – 2 |
| Safa Beirut | 0 – 2 |       | 1 – 0 | 1 – 0 |
| Al-Tilal    | 0 – 2 | 1 – 2 |       | 0 – 2 |
| Al-Zawra'a  | 2 – 1 | 1 – 0 | 5 – 0 |       |

#### Girone F
| Squadra          | PG | V | N | P | GF | GS | DR | Pt. |
| ---------------- | -- | - | - | - | -- | -- | -- | --- |
| Kitchee          | 6  | 3 | 2 | 1 | 9  | 4  | +5 | 11  |
| Terengganu       | 6  | 3 | 1 | 2 | 10 | 8  | +2 | 10  |
| Sông Lam Nghệ An | 6  | 2 | 1 | 3 | 6  | 9  | -3 | 7   |
| Tampines Rovers  | 6  | 1 | 2 | 3 | 3  | 7  | -4 | 5   |

|                  | KIT   | TER   | SLN   | TAM   |
| ---------------- | ----- | ----- | ----- | ----- |
| Kitchee          |       | 2 – 2 | 2 – 0 | 3 – 1 |
| Terengganu       | 0 – 2 |       | 6 – 2 | 0 – 2 |
| Sông Lam Nghệ An | 1 – 0 | 0 – 1 |       | 3 – 0 |
| Tampines Rovers  | 0 – 0 | 0 – 1 | 0 – 0 |       |

#### Girone G
| Squadra       | PG | V | N | P | GF | GS | DR | Pt. |
| ------------- | -- | - | - | - | -- | -- | -- | --- |
| Chonburi      | 6  | 4 | 2 | 0 | 10 | 5  | +5 | 14  |
| Home United   | 6  | 3 | 1 | 2 | 9  | 6  | +3 | 10  |
| Citizen       | 6  | 2 | 1 | 3 | 9  | 12 | -3 | 7   |
| Yangon United | 6  | 0 | 2 | 4 | 4  | 9  | -5 | 2   |

|               | YAN   | CIT   | HOM   | CHO   |
| ------------- | ----- | ----- | ----- | ----- |
| Yangon United |       | 1 – 2 | 0 – 0 | 1 – 1 |
| Citizen       | 2 – 1 |       | 1 – 2 | 3 – 3 |
| Home United   | 3 – 1 | 3 – 1 |       | 1 – 2 |
| Chonburi      | 1 – 0 | 2 – 0 | 1 – 0 |       |

#### Girone H
| Squadra          | PG | V | N | P | GF | GS | DR | Pt. |
| ---------------- | -- | - | - | - | -- | -- | -- | --- |
| Kelantan         | 6  | 4 | 1 | 1 | 10 | 5  | +5 | 13  |
| Arema            | 6  | 2 | 1 | 3 | 12 | 12 | 0  | 7   |
| Navibank Sài Gòn | 6  | 2 | 1 | 3 | 10 | 12 | -2 | 7   |
| Ayeyawady United | 6  | 2 | 1 | 3 | 7  | 10 | -3 | 7   |

|                  | KEL   | AYE   | ARE   | NAV   |
| ---------------- | ----- | ----- | ----- | ----- |
| Kelantan         |       | 1 – 0 | 3 – 0 | 0 – 0 |
| Ayeyawady United | 3 – 1 |       | 0 – 3 | 2 – 0 |
| Arema            | 1 – 3 | 1 – 1 |       | 6 – 2 |
| Navibank Sài Gòn | 1 – 2 | 4 – 1 | 3 – 1 |       |

## Ottavi di finale
| Squadra 1   | Risultato         | Squadra 2       |
| ----------- | ----------------- | --------------- |
| Al-Qadisiya | 1 – 1 (1 – 3 dtr) | Al-Kuwait       |
| Al-Ettifaq  | 1 – 0             | Al-Suwaiq       |
| Arbil       | 4 – 0             | Neftchi Fergana |
| Al-Wehdat   | 2 – 1 (dts)       | Kazma           |
| Al Shurta   | 3 – 0             | Home United     |
| Chonburi    | 1 – 0             | Al-Zawra'a      |
| Kitchee     | 0 – 2             | Arema           |
| Kelantan    | 3 – 2             | Terengganu      |

| Arbitro: | Liu Kwok Man |

|          |           |  |
| On-Mo 8’ | Marcatori |  |

| Arbitro: | Ko Hyung-Jin |

|                                     |           |  |
| Anzité 5’ (aut.) Jafal 75’ Rafe 82’ | Marcatori |  |

| Arbitro: | Ali Abdulnabi |

|                               |                      |                            |
| Al Soma 13’                   | Marcatori            | 60’ Rogerinho              |
| Al-Mutwa Fadel Said Al Ansari | Tiri di rigore 1 – 3 | Baba Hakem Awadh Al-Ataiqi |

| Arbitro: | Andre El Haddad |

|                |           |  |
| Al-Sulim 90+3’ | Marcatori |  |

| Arbitro: | Choi Myung-Yong |

|  |           |               |
|  | Marcatori | 32’, 53’ Jati |

| Arbitro: | Yousef Al-Marzouq |

|                                |           |                           |
| Nor Farhan 4’, 17’ Fahmi 45+2’ | Marcatori | 56’ Faruqi 85’ (rig.) Doe |

| Arbitro: | Võ Minh Trí |

|                                                           |           |  |
| Mubarak 40’ Al Hussain 68’ Radhi 88’ Pulatov 90+1’ (aut.) | Marcatori |  |

| Arbitro: | Saeid Mozaffarizadeh |

|                                 |           |                     |
| Abdel-Halim 95’ Abu Hwaiti 102’ | Marcatori | 120+1’ (rig.) Naser |

## Quarti di finale
| Squadra 1 | Totale | Squadra 2  | Andata | Ritorno     |
| --------- | ------ | ---------- | ------ | ----------- |
| Al-Kuwait | 3 – 0  | Al-Wehdat  | 0 – 0  | 3 – 0       |
| Arema     | 0 – 4  | Al-Ettifaq | 0 – 2  | 0 – 2       |
| Arbil     | 6 – 1  | Kelantan   | 5 – 1  | 1 – 0       |
| Chonburi  | 5 – 4  | Al Shurta  | 1 – 2  | 4 – 2 (dts) |

### Andata
| Madinat al-Kuwait 18 settembre 2012, ore 19:30 UTC+3 | Al-Kuwait   | 0 – 0 referto | Al-Wehdat | Al Kuwait Sports Club Stadium (2.000 spett.)\| Arbitro: \| Ali Sabbagh \| |
| Arbitro:                                             | Ali Sabbagh |               |           |                                                                           |

| Arbitro: | Võ Minh Trí |

|  |           |                              |
|  | Marcatori | 68’ Al-Shehri 90+5’ Al-Sulim |

| Arbitro: | Marai Al-Awaji |

|                                                        |           |                       |
| Halgurd 38’ Radhi 50’ (rig.) Luay 66’ Sadir 72’, 90+3’ | Marcatori | 41’ (rig.) Mohd Badri |

| Arbitro: | Kim Sang-Woo |

|                 |           |                       |
| Thiago Cunha 3’ | Marcatori | 39’ Jafal 44’ Geílson |

### Ritorno
| Arbitro: | Banjar Al-Dosari |

|  |           |                                     |
|  | Marcatori | 20’ Jemâa 60’ Hammami 70’ Rogerinho |

| Arbitro: | Minoru Tōjō |

|                              |           |  |
| Al Mahaijri 53’ Al-Salem 66’ | Marcatori |  |

| Arbitro: | Choi Myung-Yong |

|                      |           |          |
| Ghaddar 90+2’ (pen.) | Marcatori | 37’ Sula |

| Arbitro: | Saeid Mozaffarizadeh |

|                               |           |                                        |
| Jafal 53’ (pen.) Ghalioum 93’ | Marcatori | 36’ On-Mo 38’, 111’, 119’ Thiago Cunha |

## Semifinali
| Squadra 1 | Totale | Squadra 2  | Andata | Ritorno |
| --------- | ------ | ---------- | ------ | ------- |
| Al-Kuwait | 6 – 1  | Al-Ettifaq | 4 – 1  | 2 – 0   |
| Arbil     | 8 – 2  | Chonburi   | 4 – 1  | 4 – 1   |

### Andata
| Arbitro: | Liu Kwok Man |

|                                                   |           |              |
| Jemâa 7’, 11’ Hammami 58’ (rig.) Al Qahtani 90+3’ | Marcatori | 24’ Al-Salem |

| Arbitro: | Andre El Haddad |

|                                              |           |           |
| Radhi 24’, 50’ Phuk-hom 66’ (aut.) Sadir 74’ | Marcatori | 47’ On-Mo |

### Ritorno
| Arbitro: | Mohamed Abdelkarim Alzarooni |

|  |           |                             |
|  | Marcatori | 57’ Rogerinho 72’ Al Khamis |

| Arbitro: | Alireza Faghani |

|              |           |                                            |
| Phuk-hom 25’ | Marcatori | 18’ Abdul-Amir 63’, 70’ Radhi 82’ M. Ahmad |

## Finale
| Arbitro: | Valentin Kovalenko |

|  |           |                                                          |
|  | Marcatori | 3’ (rig.) Hammami 43’ Rogério 83’ Khamis 90’ Al-Dhafeeri |

| Arbil | Al-Kuwait |

| GK            | 21 | Sarhang Mohsen (c)     |  |     |
| DF            | 14 | Ivan Bukenya           |  |     |
| DF            | 30 | Ahmad Ibrahim          |  |     |
| MF            | 8  | Salih Sadir            |  | 77’ |
| MF            | 9  | Ahmed Al-Asadi         |  | 46’ |
| MF            | 12 | Nadim Sabagh           |  |     |
| MF            | 16 | Miran Khesro           |  |     |
| MF            | 25 | Saad Abdul-Amir        |  |     |
| FW            | 7  | Halgurd Mulla Mohammed |  |     |
| FW            | 17 | Nabil Sabah            |  | 64’ |
| FW            | 29 | Amjad Radhi            |  |     |
| Panchina      |    |                        |  |     |
| GK            | 22 | Jalal Hassan           |  |     |
| DF            | 3  | Hardi Tahir            |  |     |
| DF            | 28 | Hatem Zedan            |  |     |
| FW            | 5  | Papa Diop              |  |     |
| FW            | 10 | Sula Matovu            |  | 46’ |
| FW            | 11 | Luay Salah             |  | 64’ |
| FW            | 19 | Mustafa Karim          |  | 77’ |
| Manager       |    |                        |  |     |
| Nizar Mahrous |    |                        |  |     |

| GK        | 1  | Musab Al Kanderi         |     |     |
| DF        | 3  | Fahad Awadh              |     |     |
| DF        | 19 | Hussain Ali Baba         |     |     |
| DF        | 31 | Sami Al Sanea            |     |     |
| MF        | 13 | Chadi Hammami            | 58’ |     |
| MF        | 20 | Hussain Hakem (c)        |     |     |
| MF        | 37 | Sherida Khaled           |     |     |
| MF        | 7  | Fahad Al Enezi           |     | 65’ |
| FW        | 9  | Issam Jemâa              |     | 54’ |
| FW        | 10 | Rogério                  | 69’ | 88’ |
| MF        | 15 | Waleed Ali               |     |     |
| Panchina  |    |                          |     |     |
| GK        | 34 | Abdulrahman Al Hussainan |     |     |
| DF        | 33 | Fahad Hamoud             |     |     |
| MF        | 14 | Abdullah Aldhafeeri      |     | 88’ |
| MF        | 17 | Abdullah Al Buraiki      |     |     |
| MF        | 18 | Jarah Al Ateeqi          |     | 65’ |
| MF        | 30 | Rashed Salem             |     |     |
| FW        | 40 | Abdulhadi Khamis         |     | 54’ |
| Manager   |    |                          |     |     |
| Marin Ion |    |                          |     |     |

| Arbitri: Rafael Ilyasov (Uzbekistan) Mamur Saidkasimov (Uzbekistan) Vladislav Tseytlin (Uzbekistan) |

## Classifica marcatori
| Gol |  |  | Giocatore                | Squadra          |
| --- |  |  | ------------------------ | ---------------- |
| 9   |  |  | Raja Rafe                | Al Shurta        |
| 9   |  |  | Amjad Radhi              | Arbil            |
| 8   |  |  | Edison Fonseca           | Navibank Sài Gòn |
| 8   |  |  | Sebastián Tagliabúe      | Al-Ettifaq       |
| 8   |  |  | Mohammed Ghaddar         | Kelantan         |
| 6   |  |  | Mahmoud Shelbaieh        | Al-Wehdat        |
| 6   |  |  | Rogerinho                | Al-Kuwait        |
| 5   |  |  | Ahmad Hayel              | Al-Faisaly       |
| 4   |  |  | Abdulhadi Al Khamis      | Al-Kuwait        |
| 5   |  |  | Yousef Naser Al-Sulaiman | Kazma            |
| 5   |  |  | Pipob On-Mo              | Chonburi         |